# EMP2
EMP2 (Efficient Modular Platform) — автомобильная платформа, выпускаемая подразделением PSA Group с 2013 года. Пришла на смену платформам PSA PF2 и PSA PF3. На разработку платформы было потрачено 630 миллионов евро.

## Модельный ряд

### EMP2 V1
- Citroën C4 Picasso/Spacetourer II (3D, 2013—2020)
- Citroën Grand C4 Picasso/Spacetourer II (3A/3E, 2013—2022)[3]
- Citroën C6 II (X81, 2016 — настоящее время)[4]
- Dongfeng Fengshen/Aeolus A9 (2016—2019)
- Peugeot 308 II (T9, 2013—2021)[5]
- Peugeot 408 II (T9, 2014 — настоящее время)

- Citroen C4 Grand Spacetourer
- Peugeot 308

### EMP2 V2

#### V2.1[6]
- Citroën C5 Aircross (2017 — настоящее время)[7]
- DS 7 Crossback (X74, 2017 — настоящее время)
- Opel Grandland (2017 — настоящее время)
- Peugeot 3008/4008 II (P84, 2017 — настоящее время)
- Peugeot 5008 II (T87, 2017 — настоящее время)

#### V2.3
- DS 9 (X83, 2020 — настоящее время)[8]
- Peugeot 508 II (R82/R83, 2018 — настоящее время)

- 2018 Dongfeng-Citroën C5 Aircross
- Peugeot 3008

### EMP2 V3
- Citroën C5 X (E43, 2021 — настоящее время)[9][10][11]
- DS 4 II (D41, 2021 — настоящее время)[12]
- Opel Astra L (OV51/OV52, 2021 — настоящее время)
- Peugeot 308 III (P51/P52, 2021 — настоящее время)[13]
- Peugeot 408 (P54, 2022 — настоящее время)

- Peugeot 308
- Opel Astra

### eVMP
- Peugeot e-308 III (P51/P52, 2022 — настоящее время)
- Opel Astra-e L (OV51/OV52, 2023 — настоящее время)

### STLA Medium
- Peugeot e-3008 III (e-P64, 2023)
- Citroen C5 Aircross (2024, ожидается)
- Opel Grandland (2025, ожидается)

### LCV
- Citroën Berlingo III (K9, 2018 — настоящее время)[14]
  - Peugeot Partner (2018 — настоящее время)
  - Peugeot Rifter (2018 — настоящее время)
  - Opel/Vauxhall Combo (2018 — настоящее время)
  - Vauxhall Combo (2018 — настоящее время)
  - Toyota ProAce City (2019 — настоящее время)
  - Fiat Doblò (2022 — настоящее время)

- Citroën Jumpy III (2016 — настоящее время)
  - Citroën Dispatch (2016 — настоящее время)
  - Citroën SpaceTourer (2016 — настоящее время)
  - Peugeot Expert (2016 — настоящее время)
  - Peugeot Traveller (2016 — настоящее время)
  - Toyota ProAce (2016 — настоящее время)
  - Toyota ProAce Verso (2016 — настоящее время)
  - Opel/Vauxhall Vivaro (2019 — настоящее время)
  - Opel Zafira Life (2019 — настоящее время)
  - Fiat Scudo (2022 — настоящее время)
  - Fiat Ulysse (2022 — настоящее время)

- Citroën Berlingo
- Peugeot Expert